# Bodo Broschat
Bodo Broschat (* 1. února 1959 Neuruppin) je německý medailér a návrhář podoby mincí.

## Život
Broschat se učil řemeslu gravírování na VEB Münze der NDR, ze které se posléze stala Státní mincovna Berlín. Po vyučení pracoval v mincovně, kde měl na starost výrobu známek na základě návrhů jednotlivých medailérů. Vzhledem k tomu, že tuto činnost zajišťovala v Západním Německu strojová výroba, patří Broschat po sjednocení Němecek mezi několik málo umělců, kteří dokážou své návrhy kompletně realizovat.
Spolu s prací v mincovně se Broschat vzdělával na umělecké škole v Berlíně Weißensee pod vedením Heinze Hoyera. Po jejím dokončení a zisku mistrovského titulu roku 1990 si otevřel vlastní dílnu v Marzahnu.

## Dílo
Dne 7. září 2007 vydal spolkový ministr financí výnos, ve kterém informoval o vydání Broschatovy pamětní mince v hodnotě 100 euro na téma Světového dědictví UNESCO, konkrétně hanzovního města Lübeck.
Roku 2020, u příležitosti padesáti let od Varšavského pokleknutí německého kancléře Willyho Brandta (1970), se rozhodla Německá spolková banka vydat pamětní minci v nominální hodnotě 2 eura s motivem zachycující varšavskou událost. Za autora mince vybrala Bodo Broschata.